# Пятидесятный
Пятидесятный или Пятидесятинский — упразднённый хутор в Иловлинском районе Волгоградской области России. Ликвидирован в 1977 году.

## География
Урочище находится в центральной части Волгоградской области, в степной зоне, в пределах Приволжской возвышенности, к северу от реки Иловли, на расстоянии примерно 7 километров (по прямой) к юго-западу от посёлка городского типа Иловля, административного центра района. Абсолютная высота — 41 метр над уровнем моря.

## История
В «Списке населённых мест Земли Войска Донского», изданном в 1864 году, населённый пункт упомянут как хутор в составе юрта станицы Иловлинской Второго Донского округа, при реке Иловле, расположенный в 165 верстах от окружной станицы Нижне-Чирской. В Пятидесятном имелось 22 двора и проживало 130 жителей (58 мужчин и 59 женщин).
В 1928 году населённый пункт был включён в состав Иловлинского района Сталинградского округа Нижне-Волжского края (с 1934 года — Сталинградского края, с 1936 года — Сталинградской области). Хутор входил в состав Яблочно-Пятидесятского сельсовета. В 1963 году Иловлинский район был упразднён, а Пятидесятный был передан в состав Фроловского района. В 1965 году хутор вновь вошёл в состав Иловлинского района.
20 декабря 1977 года, согласно решению облисполкома № 24/994 «Об исключении из учетных данных некоторых населенных пунктов Волгоградской области», Пятидесятный был ликвидирован, а его жители переселены в Иловлю.